# Fiona Sieber
Fiona Sieber (ur. 14 lutego 2000) – niemiecka szachistka, arcymistrzyni od 2023 roku.

## Kariera szachowa
W 2015 roku zwyciężyła w międzynarodowym młodzieżowym turnieju szachowym Jugendmasters 2015. Wielokrotnie reprezentowała Niemcy na mistrzostwach Europy juniorów i mistrzostwach świata juniorów w szachach, gdzie w 2016 roku zdobyła tytuł mistrza Europy juniorów w kategorii wiekowej dziewcząt do lat 16. Dwukrotnie grała dla Niemiec na światowych olimpiadach szachowych juniorów do lat 16 (2014, 2016) i zdobyła indywidualny brązowy medal w 2014 roku. 
Najwyższy ranking w dotychczasowej karierze osiągnęła 1 maja 2017 roku, z wynikiem 2332 punktów.